# العلاقات التونسية الموزمبيقية
العلاقات التونسية الموزمبيقية هي العلاقات الثنائية التي تجمع بين تونس وموزمبيق.
السفير التونسي في جنوب أفريقيا هو المعتمد لدى موزمبيق، بينما السفير الموزمبيقي في مصر هو المعتمد لدى تونس.

## مقارنة بين البلدين
هذه مقارنة عامة ومرجعية للدولتين:
| وجه المقارنة                                              | تونس                                       | موزمبيق          |
| --------------------------------------------------------- | ------------------------------------------ | ---------------- |
| المساحة (كم2)                                             | 163.61 ألف                                 | 801.59 ألف       |
| عدد السكان (نسمة)                                         | 11.53 مليون                                | 29.67 مليون      |
| الكثافة السكانية (ن./كم²)                                 | 70.47                                      | 37.01            |
| العاصمة                                                   | تونس                                       | مابوتو           |
| اللغة الرسمية                                             | اللغة العربية                              | اللغة البرتغالية |
| العملة                                                    | دينار تونسي                                | متكال موزمبيقي   |
| الناتج المحلي الإجمالي (بليون دولار)                      | 40.26 مليار                                | 12.33 مليار      |
| الناتج المحلي الإجمالي (تعادل القوة الشرائية) بليون دولار | 129.05 مليار                               | 33.35 مليار      |
| الناتج المحلي الإجمالي الاسمي للفرد دولار أمريكي          | 3.87 ألف                                   | 529              |
| الناتج المحلي الإجمالي للفرد دولار أمريكي                 | 11.44 ألف                                  | 1.13 ألف         |
| مؤشر التنمية البشرية                                      | 0.721                                      | 0.416            |
| رمز المكالمات الدولي                                      | +216                                       | +258             |
| رمز الإنترنت                                              | .tn                                        | .mz              |
| المنطقة الزمنية                                           | ت ع م+01:00، توقيت وسط أوروبا، ت ع م+02:00 | ت ع م+02:00      |

## منظمات دولية مشتركة
يشترك البلدان في عضوية مجموعة من المنظمات الدولية، منها:
| علم المنظمة | اسم المنظمة                               | تاريخ انضمام تونس | تاريخ انضمام موزمبيق |
| ----------- | ----------------------------------------- | ----------------- | -------------------- |
|             | منظمة التجارة العالمية                    | ?                 | ?                    |
|             | الاتحاد الأفريقي                          | ?                 | ?                    |
|             | الأمم المتحدة                             | 12 نوفمبر 1956    | 16 سبتمبر 1975       |
|             | الاتحاد الدولي للاتصالات                  | 14 ديسمبر 1956    | 4 نوفمبر 1975        |
|             | منظمة التعاون الإسلامي                    | ?                 | ?                    |
|             | يونسكو                                    | 8 نوفمبر 1956     | 11 أكتوبر 1976       |
|             | الاتحاد البريدي العالمي                   | ?                 | ?                    |
|             | مؤسسة التنمية الدولية                     | 30 ديسمبر 1960    | 24 سبتمبر 1984       |
|             | منظمة حظر الأسلحة الكيميائية              | ?                 | ?                    |
|             | وكالة ضمان الاستثمار متعدد الأطراف        | 7 يونيو 1988      | 23 نوفمبر 1994       |
|             | منظمة الشرطة الجنائية الدولية             | ?                 | ?                    |
|             | مؤسسة التمويل الدولية                     | 25 يوليو 1962     | 24 سبتمبر 1984       |
|             | المنظمة الهيدروغرافية الدولية             | ?                 | ?                    |
|             | البنك الدولي للإنشاء والتعمير             | 14 أبريل 1958     | 24 سبتمبر 1984       |
|             | البنك الإفريقي للتنمية                    | ?                 | ?                    |
|             | المركز الدولي لتسوية المنازعات الاستشارية | 14 أكتوبر 1966    | 7 يوليو 1995         |

## وصلات خارجية
- موقع وزارة الخارجية الموزمبيقية